# Гурина, Нина Николаевна
Ни́на Никола́евна Гу́рина (17 июня 1909, Ростов — 9 сентября 1990, Ленинград) — советский археолог, доктор исторических наук (1961), специалист по каменному веку.

## Биография
Родилась в Ростове (Ярославская область). В 1934 году окончила МГУ. Работала в музеях Кандалакши и Петрозаводска. С 1946 кандидат, с 1961 доктор наук.

## Научный вклад
Исследовательница Кольского полуострова, Карелии и побережий Белого моря. С 1946 по 1985 возглавляла Кольскую экспедицию Ленинградского отделения Института археологии АН СССР. Под её руководством открыты или изучены около 400 памятников старины — наскальных рисунков, лабиринтов (относительно которых Гурина высказала гипотезу, что они связаны с рыбным промыслом и верованиями рыбаков), стоянок, могильников, обнаружены петроглифы. Гуриной и её коллегами изучены ставшие известными стоянки древнего человека Оленеостровский могильник и Маяк-II (коллекции переданы в Мурманский областной краеведческий музей и стали там основой собрания), петроглифы Чальмны-Варрэ. Учёная изучала духовную культуру древних людей, определила и описала пути их миграций на Кольский Север. Она также проводила значимые раскопки древних поселений в Поволжье и Сибири.

## Основные работы
- Оленеостровский могильник. — М.‑Л., 1956;
- Древняя история северо-запада Европейской части СССР. Л., 1961 (Материалы и исследования по археологии СССР. № 87);
- Из истории древних племен западных областей СССР (По материалам Нарвской экспедиции). Л., 1967 (Материалы и исследования по археологии СССР. № 144);
- Мир глазами древнего художника Карелии. Л., 1967;
- Древние кремнедобывающие шахты на территории СССР. Л., 1976;
- Время, врезанное в камень: из истории древних лапландцев. Мурманск, 1982;
- История культуры древнего населения Кольского полуострова. СПб., 1997.